# 사이온지 킨시게의 딸
사이온지 킨시게의 딸(일본어: 西園寺公重女 さいおんじきんしげのむすめ[*], 생몰년 미상)은 난보쿠초 시대의 황족이다. 쵸케이 천황의 중궁으로 비정되었다. 아버지는 태정대신 사이온지 킨시게이다.
남조의 쵸케이 천황에게 중궁이 존재했다는 것은 『신요 와카집(新葉和歌集)』에 의해 명백하지만, 그 상세한 내용에 관해서는 알려진 바가 없고, 다만 조금 궁내청 서릉부장의 취상본 『제왕계도(帝王系図)』의 권 말 부록에서 「유타나리(寛成)」 (쵸케이 천황)의 아들 교고에 「어머니 여인 킨시게 공녀(御母女院公重公女)」라는 소맷글씨 (주기)가 보이는 것으로 보아, 사이온지 킨시게의 딸일 것으로 추정되고 있을 뿐이다. 무엇보다 이 부록에 관해서는 에도 시대 초기의 사진인데다, 다른 사료에 의한 방증이 전혀 결여되어 있지 않아 신빙성에 의문을 제기하는 경향도 있다.
또한, 입후 시기에 대해서는 『카키몬인집(嘉喜門院集)』에 보이는 사서와 증답가를 통해 겐토쿠 2년/오우안 4년 (1371년) 9월 말 이후 얼마 되지 않았을 무렵으로 추측된다.
けんとく二年なが月のすゑつかた、びはの大なる枝につたの紅葉のかゝりたりしを、わきてそめけるもなにとなく御めとまる心ちしてとて、女御殿よりまゐらせられたりし御返事に  君がはや秋の宮居にうつるべきほどもゝみぢの色にこそしれ と申されたりし御返事を、内の御かたより ちらで猶秋は千とせにめぐるともはこやの山のみねの紅葉ば — 『嘉喜門院集』
즉, 겐토쿠 2년 (1371년) 9월 말, 뇨고로부터 단풍을 진상받은 카키몬인 (고무라카미 천황의 뇨고)은 뇨고들이 빨리 가을의 궁거(중궁)가 되기를 기대하는 뜻을 담은 노래를 불렀고, 이에 우리 편은 (쵸케이 천황)은 여원의 장수를 기원하는 뜻을 되새겼다고 하는데, 그 사실은 여원의 기대에 부합함을 양해하는 뜻일 것이다. 이 2수는 『신요 와카집(新葉和歌集)』 추하 400-401에도 채용되었으며, 그 사서에 "중궁, 뇨고가 말씀하시는 비" 라고 하는 것이 보여짐으로써, 중궁, 뇨고가 중궁과 동일인인 것은 명백하므로, 이 증답을 계기로 뇨고는 입후 선하를 받아 중궁에 책립 되었음을 알 수 있다. 코키하시는 이 해 겨울이나 늦어도 이듬해 (1372년) 중에는 입후가 실현된 것으로 보고 있다.
덴쥬 3년/에이와 3년 (1377년), 황자 교고를 낳았다. 남조가단에서는 요시노 행궁 백수가에 영진하고, 『신요 와카집(新葉和歌集)』에는 "중궁"으로써 15수가 들어가게 되었다. 뛰어난 가인은 아니지만, 여성스럽고 자상한 감정을 절실히 읊어낸 것이 많다. 쵸케이 천황의 중궁인 만큼 겐지모노가타리에 대한 조예를 엿볼 수 있는 작품도 있다 (추상 251).
또한, 근세에는 『신요 와카집(新葉和歌集)』 중의 쵸케이 천황 "어제(御製)"를 모두 고카메야마 천황의 작품과 착각했기 때문에 "중궁"도 고카메야마 천황의 중궁으로 오해받았다.

## 같이 보기
- 사이온지가